# 段锡朋

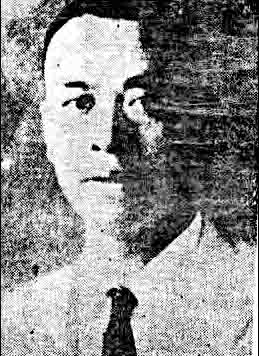

段锡朋（1896年—1948年）字书贻，江西永新人。1919年“五四运动”领袖、中华民国学生联合会首任主席。

## 生平
1916年，段锡朋毕业于江西省立高等师范学校英文科，考入北京大学商科。北京大学商科仅举办一年后便并入法科，更名为商业学门，学制仍为三年肄业，段锡朋于1919年6月毕业。
在北京大学学习期间，他逐步成为学生运动领袖。1918年5月，留日学生1000多人为了反对段祺瑞同日本秘密签订《中日共同防敌军事协定》，罢学回国，被曾琦等组织为“留日学生救国团”，总部设于上海。同时，曾琦还到北京发动北京各高校进行声援。为了支持留日学生，同年5月21日，段锡朋组织了2000多名学生赴新华门请愿，并作为13名学生代表之一，同其他学生代表会见大总统冯国璋并提出抗议。此后，段锡朋等人组织“学生救国会”，创办国民杂志社发行月刊《国民杂志》，段锡朋任该杂志社评议部部长。
1919年巴黎和会上中国受到不公正对待的消息传回中国国内，引起舆论哗然。1919年5月3日晚，北京大学等高校的学生在译学馆后院礼堂举行大会，商量对策并组建学生联合团体。此次大会及其后的学生联合组织均由段锡朋任主席。时任北京大学学生会主席的段锡朋和傅斯年等被推为天安门大会主席与游行总指挥。1919年5月4日，在段锡朋和傅斯年等人的组织下，五四运动爆发。
五四运动之后，段锡朋历任北大学生干事会总务股主任、北京中等以上学校学生联合会会长。6月3日，北京学生遭北洋政府逮捕，引起上海等地的支援爱国学生运动，故6月起五四运动的中心转到了上海。6月16日，中国各省学生代表在上海大东旅社开会，成立中华民国学生联合会，段锡朋任首任主席，任期一年。此后，该联合会一时成为中国学生运动的中心。
1919年夏，段锡朋毕业后留校任职。1920年10月，获穆藕初捐助，和北京大学学生周炳琳、罗家伦、汪敬熙、康白情一同赴美国留学。段锡朋获哥伦比亚大学文学硕士学位后，正值华盛顿会议召开，乃组织留美中国学生华盛顿会议后援会。此后，他先后在英国伦敦政治经济学院、德国柏林大学、法国巴黎大学游学。1925年秋，段锡朋归国，任教于国立武昌大学历史系，后转任广东大学（不久更名为中山大学）史学系主任。
广州国民政府开始北伐后，段锡朋到中国国民党中央组织部秘书陈果夫处任职，后来任中国国民党江西省党务指导委员，并任中国国民党江西省党部执行委员。在江西任职期间，1927年1月，他和程天放、周利生等人成立AB团。
大革命结束后，段锡朋任中国国民党清党委员会委员，中国国民党南京特别市党部整理委员及执行委员，并在中央党务学校任教。段锡朋在中国国民党第四次全国代表大会上当选中执会候补委员。后来接替陈布雷任教育部政务次长，在部长朱家骅视事前代理部务。段锡朋还曾代理国立中央大学校长，后因学生反对而未就任。1938年1月，他辞去政务次长职务，任中国国民党中央常务委员直至去世。
抗日战争爆发后，国民政府迁都重庆，段锡朋任中国国民党中央训练委员会副主任委员、主任委员。抗日战争胜利后，段锡朋因病住进南京中央医院。
1948年，段锡朋病逝于南京。